# تطايرية نسبية

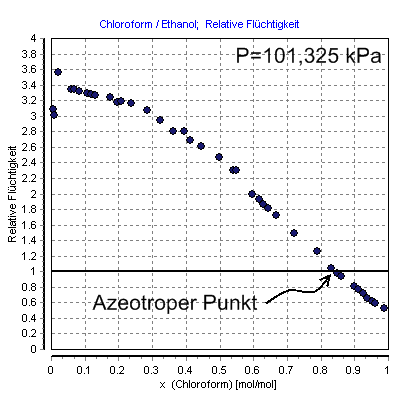

التطايرية النسبية في الكيمياء (بالإنجليزية: Relative volatility)‏ هي مقياس مقارنة ضغط البخار لكل سائل في مخلوط من السوائل. وتستخدم مقارنة ضغط البخار في تصميمات عمليات فصل السوائل في الصناعة .

وهذا المقياس يعبر عن سهولة عملية التقطير أو صعوبتها وذلك عند فصل مكونات عالية التطاير من مكونات أقل تطايرا في المخلوط . ويعرف التطاير النسبي  بالمعامل {\displaystyle \alpha }.
ويستخدم التطاير النسبي في تصميم جميع عمليات التقطير وكذلك في تصميم عمليات الفصل الأخرى مثل عمليات الامتصاص التي تعتمد على أطوار السائل والبخار حيث يجري ذلك في مراحل عديدة من حالات التوازن . (حالة توازن سائل وبخاره تعني أن يكون معدل مغادرة البخار للسائل مساويا لمعدل رجوع البخار إلى السائل).
ولا يستخدم التطاير النسبي في عمليات الفصل أو الامتصاص التي تدخل فيها مكونات تتفاعل مع بعضها، مثل امتصاص غاز ثاني أكسيد الكربون في محلول مائي ل هيدروكسيد الصوديوم .

## المعادلة
يعرف التطاير النسبي α لمخلوط سائلين بالمعادلة:
{\displaystyle \alpha :={\frac {y_{1}/x_{1}}{y_{2}/x_{2}}}={\frac {K_{1}}{K_{2}}}}
α: التطاير النسبي

x: الجزء المولي لأحد السوائل في المخلوط 

y: الجزء المولي في البخار 

K:المعامل K
ويعرف المعامل K ب:
{\displaystyle K={\frac {y}{x}}} النسبة بين الجزء المولي y لأحد الساوائل في البخار إلى الجزء المولي x له في مخلوط السائلين .

## اقرأ أيضا
- تقطير جزئي
- تقطير النفط
- تقطير إتلافي
- تقطير جاف
- معادلة فينسك
- طبق نظري